# Spider-Man 3
Spider-Man 3 è un film del 2007 co-scritto e diretto da Sam Raimi.
Basato sul personaggio dell'Uomo Ragno di Marvel Comics, è il sequel di Spider-Man 2 (2004), nonché l'ultimo capitolo della trilogia di Spider-Man. Prodotto da Columbia Pictures, Marvel Entertainment e Laura Ziskin Productions, e distribuito da Sony Picture Releasing, da una sceneggiatura scritta insieme a suo fratello Ivan e Alvin Sargent. Il film presenta Tobey Maguire nei panni di Peter Parker / Spider-Man, affiancato da Kirsten Dunst, James Franco, Thomas Haden Church, Topher Grace, Bryce Dallas Howard, James Cromwell, Rosemary Harris, J. K. Simmons ed Elizabeth Banks.  Segna anche l'ultima apparizione come attore di Cliff Robertson prima del suo ritiro nello stesso anno e della sua successiva morte nel 2011.
Ambientato un anno dopo gli eventi di Spider-Man 2, il film segue Peter Parker mentre si prepara per il suo futuro con Mary Jane Watson, mentre affronta il vero assassino di zio Ben, Flint Marko, che diventa l'Uomo Sabbia dopo un bizzarro incidente, e Harry Osborn, il suo ex migliore amico, che ora è a conoscenza dell'identità di Peter e cerca di vendicare suo padre; il suo lavoro al Daily Bugle è minacciato dalla presenza di un fotografo rivale di nome Eddie Brock. Peter affronta anche la sua sfida più grande quando si lega a un simbionte extraterrestre che aumenta le sue capacità ma amplifica la sua rabbia e altri tratti negativi.
La trama della pellicola aveva come idea iniziale quella di mostrare la fallibilità morale di Spider-Man e la sua maturazione completa dopo aver perdonato l'assassino dello zio. In seguito, lo script venne modificato a causa delle insistenze del produttore Avi Arad, che voleva a tutti i costi inserire il personaggio di Venom nel film perché molto popolare tra i fan del fumetto. Per applicare questa modifica sostanziale, Arad assunse lo sceneggiatore del capitolo precedente Alvin Sargent da affiancare ai fratelli Raimi nella riscrittura del copione, il quale, oltre ad accontentare il produttore, aggiunse il tema riguardante il lato oscuro del protagonista. Per aumentare lo spessore drammatico nel rapporto sentimentale tra Peter e Mary Jane, Sargent inserì un altro personaggio molto amato dai lettori del fumetto: Gwen Stacy, la ragazza che fa perdere la testa al supereroe, interpretata nel film da Bryce Dallas Howard. Queste modifiche allo script originario, le troppe interferenze dello studio, e le differenze creative tra Sam Raimi e Avi Arad portarono la pellicola ad avere un numero eccessivo di antagonisti e, a detta dei critici, una trama troppo complessa e pasticciata.
Con un budget che ha oscillato, tra produzione e marketing, dai 258.000.000 ai 350.000.000 di dollari, Spider-Man 3 fu all’epoca della sua uscita il film più costoso del franchise e della storia del cinema. Distribuito nelle sale cinematografiche dalla primavera del 2007, il film ricevette recensioni contrastanti da parte dalla critica, ma incassò quasi 895.000.000 di dollari in tutto il mondo, diventando così il terzo film più visto al cinema nel 2007, il più grande successo dell’anno sul mercato cinematografico nordamericano, e il film di maggiore incasso della saga fino a quando non è stato superato da Spider-Man: Far from Home nel 2019.
Nonostante le critiche miste, dato il successo economico della pellicola furono inizialmente previsti altri tre seguiti e uno spin-off sul personaggio di Venom; tuttavia tutti i progetti furono cancellati. Negli anni successivi ci furono due reboot della saga: una dilogia iniziata con The Amazing Spider-Man (2012), con Andrew Garfield come nuovo interprete dell'Uomo Ragno, e una serie ambientata nel Marvel Cinematic Universe (MCU) con protagonista Tom Holland, iniziata con Spider-Man: Homecoming. Il terzo film di quest'ultima serie, Spider-Man: No Way Home (2021), ha esplorato il concetto del multiverso per collegare i film e i personaggi antecedenti al MCU, con Maguire e Church che riprendono i loro ruoli da Spider-Man 3.

## Trama
Peter Parker continua la sua vita divisa tra l’università e il suo ruolo di Spider-Man. A New York è considerato un eroe e viene celebrato pubblicamente, mentre porta avanti la sua relazione con Mary Jane Watson, che lavora come attrice teatrale. Ha anche in programma di chiederle di sposarlo. Tuttavia, Harry Osborn, suo migliore amico, ha assunto l’identità del nuovo Goblin: convinto che Spider-Man abbia ucciso suo padre Norman, lo attacca di sorpresa mentre Peter sta andando in moto. Lo scontro si svolge in aria tra palazzi e vicoli e, inizialmente, Harry sembra avere la meglio, ma cade rovinosamente, batte la testa e perde sia i sensi che parte della memoria. Questo lo porta a dimenticare temporaneamente l’odio verso Peter e a comportarsi in modo di nuovo amichevole.
Nel frattempo, Flint Marko evade dal carcere e, durante la fuga, finisce in un reattore sperimentale che gli fonde il corpo con la sabbia, trasformandolo in Sandman, un essere in grado di assumere qualsiasi forma sabbiosa e di manipolare il suo corpo a piacimento. In parallelo, un piccolo meteorite si schianta vicino al parco dove si trovano Peter e Mary Jane: da esso fuoriesce una sostanza nera aliena che si attacca alla moto di Peter senza che lui se ne accorga.
Mary Jane viene sostituita nello spettacolo a causa di alcune recensioni negative e inizia a sentirsi insicura, ma Peter non se ne accorge, troppo concentrato su sé stesso e sul suo alter ego. Gwen Stacy, sua compagna all’università, mostra un certo interesse nei suoi confronti e, dopo essere stata salvata da una caduta da un grattacielo, viene organizzata una cerimonia pubblica in onore di Spider-Man e durante quell’evento, Sandman compie una rapina, ma emerge che il suo obiettivo è ottenere i soldi per curare la figlia malata. Spider-Man lo affronta, ma scopre che il suo nemico è molto più resistente del previsto: i suoi pugni lo trapassano senza infliggergli tanti danni, mentre Sandman riesce a colpirlo con una forza devastante, scaraventandolo più volte ovunque. Alla fine dello scontro, Sandman fugge, lasciando l’eroe scosso e sorpreso per l’effettiva superiorità fisica del suo avversario.
Quando Peter scopre che Marko è collegato alla morte dello zio Ben, inizia a provare un forte senso di rabbia e desiderio di vendetta. Una notte, mentre dorme con il costume indossato, la sostanza aliena si unisce a lui, trasformando il suo costume in una versione nera e potenziata. I poteri aumentano notevolmente, ma con essi anche l’aggressività e l’arroganza. Con il nuovo costume, affronta nuovamente Sandman in una stazione sotterranea: questa volta lo colpisce con violenza, riuscendo con facilità a spingerlo in una condotta d’acqua, elemento che disgrega la sua forma sabbiosa. Sandman viene apparentemente sconfitto e Peter lo crede morto.
Nel frattempo, Eddie Brock, un fotografo rivale al Daily Bugle, cerca di ottenere un posto fisso, arrivando a falsificare una foto per far sembrare Spider-Man un ladro. Quando Peter scopre l’inganno, lo smaschera pubblicamente, facendolo licenziare. Umiliato e pieno d’odio, Brock comincia a nutrire rancore profondo verso di lui. Intanto, Peter si comporta in modo sempre più egoista, si allontana da Mary Jane e arriva a umiliarla in un locale jazz ballando provocatoriamente con Gwen. Dopo un litigio e uno scontro fisico con MJ, capisce che il simbionte lo sta cambiando nel profondo e decide di liberarsene.
Si reca in una chiesa e prova a separarsi dalla sostanza, che però resiste. Le campane della torre, con le loro vibrazioni, indeboliscono il simbionte, permettendo a Peter di staccarsene. Proprio in quel momento, Eddie Brock, entrato in chiesa in cerca di conforto e accecato dall’odio, assiste alla scena. Il simbionte, appena separato, si lega a lui trasformandolo in Venom, una creatura simile a Spider-Man ma molto più forte e priva di morale.
Sandman, che nel frattempo è sopravvissuto, vaga solitario per la città e incontra Venom. Inizialmente lo attacca credendolo Spider-Man, ma quando si rende conto dell’equivoco lo lascia andare. Tuttavia, Venom, intuendo che condividono lo stesso odio verso l’eroe, gli propone un’alleanza: unire le forze per non dargli scampo e ucciderlo insieme. I due rapiscono Mary Jane e la rinchiudono in un taxi sospeso tra le impalcature di un grattacielo in costruzione.
Peter, consapevole di non poterli affrontare da solo, si reca da Harry per chiedere aiuto. Quest’ultimo, ancora arrabbiato dopo aver recuperato la memoria, inizialmente rifiuta, ma il maggiordomo di casa Osborn gli rivela che Norman è morto per mano propria. Dopo un momento di riflessione, Harry decide di intervenire. Peter raggiunge comunque da solo il cantiere, dove prova a salvare MJ, ma viene attaccato alle spalle da Venom, che lo colpisce violentemente. L’eroe prova nuovamente ad attaccarlo, ma viene scaraventato via con un solo pugno. Inizia così una battaglia durissima: durante la caduta dal grattacielo, Spider-Man tenta di reagire, ma viene colpito ripetutamente e fatto schiantare al suolo. Poco dopo, riappare Sandman in una forma gigantesca e colossale: cerca di schiacciare l’eroe con enormi pugni di sabbia e persino calpestandolo.
Peter si rifugia nuovamente in alto per tentare di raggiungere Mary Jane, ma Venom lo colpisce con un calcio e lo scaraventa contro alcune travi metalliche, facendolo cadere nel vuoto privo di sensi. Nonostante ciò, la crudeltà di Venom lo spinge a colpirlo ancora, scagliandolo su altre travi di ferro e infliggendo un dolore tremendo a Spider-Man.
Stordito, cerca di rialzarsi con fatica e capisce che non può farcela. Mentre è ancora sulla trave, intento a osservare Sandman che sta diventando sempre più grande, Venom afferra Spider-Man per il collo con una ragnatela e lo sbatte violentemente a terra. Spider-Man tenta di liberarsi, ma Sandman lo colpisce con un pugno gigantesco che lo schiaccia completamente, quasi sfinendolo con un solo colpo.
Spider-Man prova ancora a reagire, lottando per non lasciarsi strangolare dalla corda attorno al collo, ma Venom è troppo forte. Sandman, con feroce determinazione, lo colpisce di nuovo, facendolo svenire. La gente assiste impotente alla scena terribile. Sandman non si ferma e continua a schiacciare Spider-Man ripetutamente. L’eroe, privo di forze, sembra ormai sul punto di morire. Dopo un altro colpo devastante, sviene completamente, sopraffatto dai due nemici. Sandman è pronto a schiacciarlo ancora una volta, quando all’improvviso arriva Harry, a bordo del suo aliante, e lo salva giusto in tempo.
Spider-Man si dà forza e, insieme a Harry, riesce a liberare Mary Jane e a contrattaccare. Ma durante lo scontro, l’eroe viene colpito duramente da un pugno di Sandman, che lo scaraventa contro il palazzo con violenza. Poco dopo, Sandman viene sconfitto da Harry, ma Spider-Man è ormai sfinito, e infatti viene facilmente afferrato da Venom, che lo sbatte contro un palo di ferro con tale forza da piegarlo, per poi scaraventarlo a terra.
Lì, lo intrappola con delle ragnatele e inizia a colpirlo ripetutamente in faccia con dei bastoni di ferro. Harry corre ancora in suo aiuto, ma viene colpito da Venom e ferito mortalmente.
Spider-Man, ispirato dal suono dei pali metallici caduti, ricorda che il simbionte è vulnerabile alle onde sonore. Ne approfitta per colpire con forza le travi, creando un suono assordante che destabilizza Venom e lo separa da Eddie. Lancia quindi una bomba-zucca contro il simbionte per distruggerlo, ma Eddie, in preda alla follia, si getta volontariamente nell’esplosione, morendo insieme al parassita.
Alla fine, Flint Marko rivela a Peter che la morte dello zio Ben è stata un incidente, non un omicidio intenzionale. Peter lo perdona e Sandman si dissolve in una nube di sabbia, scomparendo. Harry, ormai in fin di vita, muore poco dopo, ma riesce a riconciliarsi con Peter prima di spegnersi.
Il film si chiude con il funerale di Harry. Successivamente Peter si reca da Mary Jane nel locale dove lavora come cantante. Senza parlare, si avvicinano, si prendono per mano e ballano lentamente. Nonostante tutto ciò che è accaduto, restano legati da un sentimento profondo che non è stato spezzato.

## Produzione

### Sviluppo

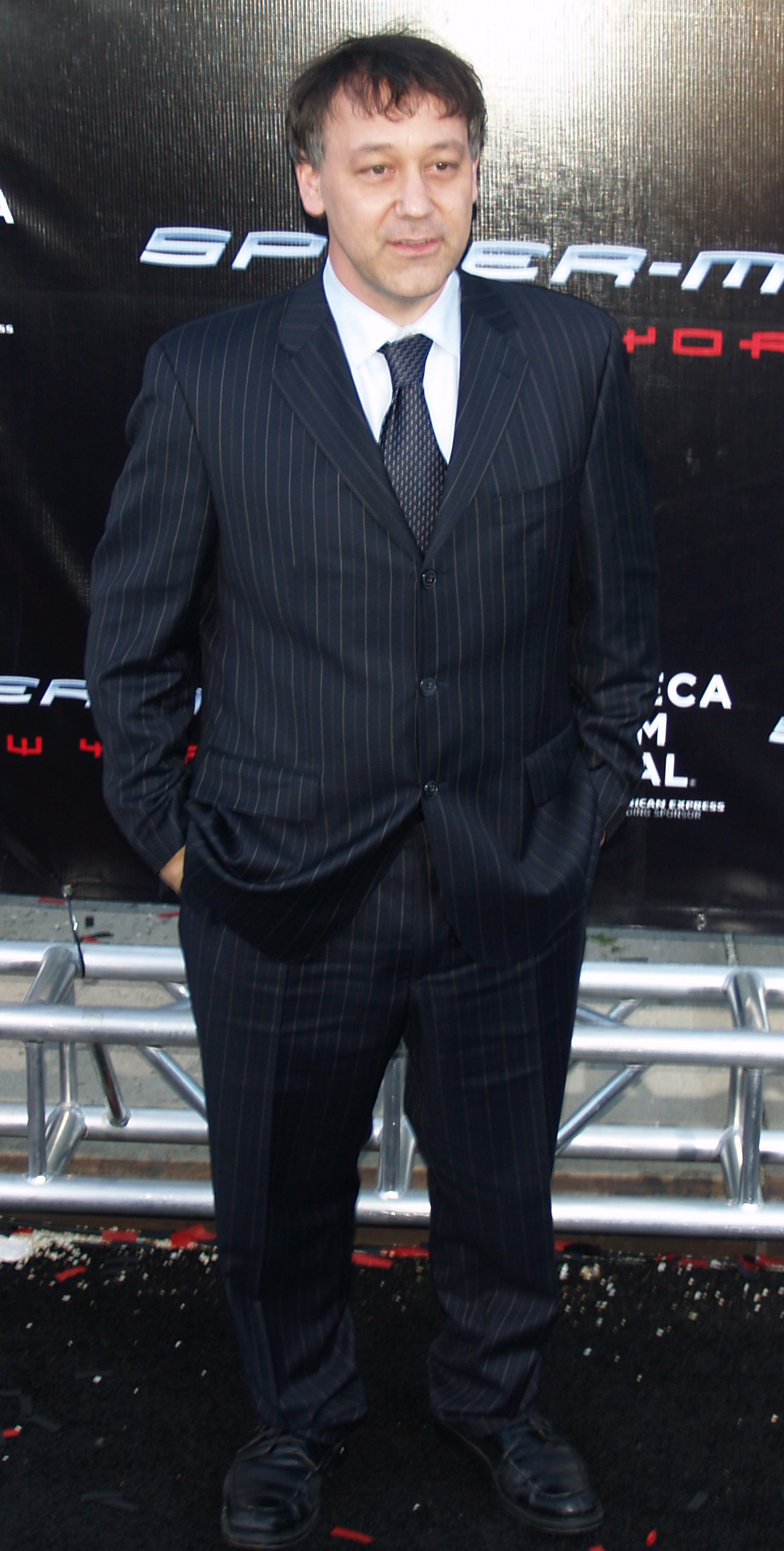
Il regista Sam Raimi all'anteprima del film

Nel 2004, subito dopo l'uscita di Spider-Man 2, la Sony Pictures e i Marvel Studios misero in cantiere la produzione del terzo film affidando nuovamente la regia al talentuoso Sam Raimi. Visto il grande successo di pubblico e di critica dei due capitoli precedenti, lo studio concesse al regista un budget da 258.000.000 di dollari fissando la data di uscita della pellicola il 2 maggio 2007, in seguito anticipata di un giorno per gran parte del mercato internazionale, e posticipata al 4 maggio per quello nordamericano.
Nell’estate del 2004, Sam Raimi e suo fratello Ivan ricevettero l’incarico di scrivere la sceneggiatura, e in soli due mesi Ivan Raimi elaborò un trattamento che piacque molto al fratello. I due, durante l’autunno, modificarono di molto la prima bozza cercando di migliorarla reinventando trama e situazioni, ma nel gennaio 2005, per insistenza del produttore Avi Arad, venne assunto con un assegno a sette zeri il due volte premio Oscar Alvin Sargent (già sceneggiatore di Spider-Man 2) per lavorare con i fratelli Raimi allo script del film e a quello di un possibile quarto episodio. Sam e Ivan Raimi, che senza essere accreditati avevano già collaborato alle scritture dei due film precedenti, ricevettero per la prima volta il credito di sceneggiatori nei titoli, e almeno nella fase iniziale dello script ebbero anche ampio controllo creativo. L'idea originale del regista e di suo fratello, era di raccontare la fallibilità morale del supereroe e l'umanità insita in alcuni tipi di criminali come il nuovo Goblin e l’Uomo Sabbia attraverso un percorso di redenzione e perdono, inoltre, Raimi voleva chiudere la storyline di Harry Osborn senza fargli ereditare completamente l'identità del padre, ma trasformandolo in un personaggio quasi neutrale. I fratelli Raimi scelsero subito l’Uomo Sabbia come antagonista della pellicola, in quanto il regista considerava questo personaggio visivamente affascinante, e per aumentare il senso di colpa del protagonista riguardo alla morte dello zio Ben, nel film, l’Uomo Sabbia (alias Flint Marko) divenne il corresponsabile della sua dipartita. Al regista di Detroit, sarebbe piaciuto anche un altro cattivo, e tra i personaggi conosciuti del fumetto pensò a l'Avvoltoio, entrando subito in trattativa con Ben Kingsley per interpretarlo. Con l’arrivo di Alvin Sargent come co-sceneggiatore le cose cambiarono perché Raimi e il fratello persero il controllo totale sulla scrittura, dato che lo studio non era soddisfatto della loro versione, così il personaggio dell’Avvoltoio venne tagliato e sostituito con quello di Venom a causa delle insistenze del produttore Avi Arad, nonostante il regista non fosse d'accordo. Il motivo per cui Arad insisteva sull'inserimento di Venom, era di accontentare i fan del fumetto, tra i quali questo super cattivo era molto popolare, ma al di là delle imposizioni, Sam Raimi riuscì comunque a dare al personaggio un ruolo minore nello script. La versione cinematografica di Venom, alias Eddie Brock, funge da nemesi per il protagonista ed è un giovane ragazzo della stessa età di Parker. I produttori decisero anche di fare aggiungere a Sargent il personaggio femminile di Gwen Stacy, che come Venom era molto popolare tra i lettori del fumetto. Nel film, la Stacy sarebbe stata la causa del rapporto conflittuale tra Mary Jane e Peter, e anche tra quest'ultimo ed Eddie Brock. Nel tempo, con lo sviluppo di queste nuove idee e personaggi da inserire, anche Sargent entrò in contrasto con la produzione, e ritenendo la sceneggiatura ormai troppo caotica e complessa, propose ad Arad di spalmarla in due film al posto di uno solo. Il produttore rifiutò e Sargent abbandonò il progetto prima del suo completamento.
Il budget da 258.000.000 di dollari stanziato inizialmente dalla Sony, a causa delle successive riprese aggiuntive, degli oltre 900 effetti visivi creati durante la lunga post-produzione, e delle massicce attività di marketing, lancio pubblicitario e distribuzione, si è alzato fino a sfiorare i 350.000.000, facendo diventare il film di Raimi, almeno per i tempi, la produzione più costosa della storia del cinema.

### Cast
- Tobey Maguire è Peter Parker / Spider-Man: Maguire, veste per la terza volta i panni del giovane studente della Columbia University e fotografo freelance del Daily Bugle diventato supereroe dopo esser stato morso da un ragno geneticamente modificato. L’attore, che sarebbe dovuto ritornare anche per un quarto film, in seguito cancellato dallo studio e sostituito da un reboot totale della saga, tornerà a rivestire i panni del personaggio nel 2021 in Spider-Man: No Way Home.
- Kirsten Dunst è Mary Jane Watson: la Dunst, interpreta per la terza e ultima volta la fidanzata di Peter Parker che cerca di costruirsi una carriera nel mondo dello spettacolo come attrice e cantante.
- James Franco è Harry Osborn / New Goblin: Franco, interpreta ancora una volta l’ex-miglior amico di Peter, ora leader delle Oscorp Industries, che in cerca di vendetta nei confronti di Spider-Man per la morte del padre, si sdoppia nel New Goblin. L’attore, durante la preparazione del primo film, era stato preso in considerazione per interpretare Parker, ma venne scritturato per la parte di Harry.

- Thomas Haden Church è Flint Marko / Uomo Sabbia: Church, interpreta il criminale evaso di prigione che, dopo un incidente, diventa il supercattivo noto come Uomo Sabbia. Il suo obiettivo è rubare più denaro possibile per curare la figlia malata ed è il vero assassino di Ben Parker. Sam Raimi rivelò di aver scelto Church perché era rimasto colpito dalla sua interpretazione in Sideways - In viaggio con Jack, intuendo che l’attore possedeva le qualità necessarie per interpretare "un cattivo che rappresentasse il giusto ostacolo e allo stesso tempo, il proseguimento della crescita del protagonista dopo la morte dello zio Ben".[17] Nel 2021, l’attore tornerà a fare parte della saga ancora nei panni di questo personaggio in Spider-Man: No Way Home.
- Topher Grace è Eddie Brock / Venom: Grace, ha il ruolo del nuovo fotografo del Daily Bugle e rivale di Peter. Venuto a contatto con il simbionte alieno già responsabile del cambiamento di Parker, diventerà "Venom", una creatura pronta a tutto per uccidere Spider-Man. L’attore, per prepararsi alla parte, si sottopose a sei mesi d'allenamento fisico,[18] rinunciando anche a interpretare l’ultima stagione di That '70s Show, la serie televisiva che lo aveva reso famoso.
- Bryce Dallas Howard è Gwen Stacy: la figlia di Ron Howard, è stata scritturata da Sam Raimi per interpretare la bella e simpatica compagna d’università di Peter Parker, che si invaghisce di lui. Nonostante fosse incinta nel periodo delle riprese, la Howard ha rinunciato alla controfigura durante la difficile scena dell’attacco al grattacielo. Le attrici Scarlett Johansson ed Elisha Cuthbert sono state prese in considerazione per interpretare il suo ruolo.
- Rosemary Harris è May Parker: per la terza volta, l’attrice inglese, interpreta l’anziana e amorevole zia di Peter.
- J. K. Simmons è J. Jonah Jameson: il futuro premio Oscar, veste ancora i panni del burbero capo del Daily Bugle che odia Spider-Man. Simmons, diversi anni dopo, tornerà a interpretare Jameson con delle brevi apparizioni in Spider-Man: Far from Home (2019), e in Spider-Man: No Way Home (2021).
- James Cromwell è George Stacy: Cromwell, tra i più importanti caratteristi americani degli anni 90’ e 2000, interpreta il capitano della polizia e padre di Gwen Stacy.
- Theresa Russell è Emma Marko: la Russell, star degli anni 70’ e 80’, interpretando la moglie di Flint Marko, è tornata al grande cinema dopo un lungo periodo artistico non troppo felice.
- Dylan Baker è Curt Connors: l’attore, era già apparso nel ruolo del professore di Peter e collega di Otto Octavius, durante gli eventi del secondo film. Nelle prime versioni della sceneggiatura, il suo personaggio sarebbe dovuto diventare Lizard, uno dei cattivi più conosciuti del fumetto.
- Bill Nunn è Joseph "Robbie" Robertson: Nunn, come nei due capitoli precedenti, interpreta l'editor del Daily Bugle.
- Bruce Campbell è il maître del ristorante: l’attore feticcio di Sam Raimi, interpreta il simpatico maître del ristorante che viene incaricato da Peter di portare al tavolo l’anello di fidanzamento per Mary Jane. Campbell, già apparso nei due film precedenti ma in ruoli diversi, per la prima volta viene accreditato nei titoli di testa tra gli attori principali.
- Elizabeth Banks è Betty Brant: la Banks, futura regista/produttrice di altri franchise importanti, per la terza volta interpreta la segretaria di Jameson, e per la prima, il suo nome compare nei titoli di testa.
- Ted Raimi è Hoffman: il fratello minore di Sam Raimi, riprende il ruolo dell’assistente di J. Jonah Jameson che aveva già interpretato nei due film precedenti, e nonostante in questo terzo capitolo l’attore sia meno presente rispetto ai primi due, il suo nome viene accreditato nei titoli di testa per la prima volta.
- Perla Haney-Jardine è Penny Marko: la giovanissima attrice, interpreta la figlia di Flint Marko affetta da gravissimi problemi di salute.
- Willem Dafoe è Norman Osborn / Goblin: l’attore, come nel capitolo precedente, riprende brevemente il ruolo del super cattivo del primo film e padre di Harry Osborn. Dafoe, tornerà a interpretare il personaggio nel 2021 in Spider-Man: No Way Home.
- Cliff Robertson è Ben Parker: l’anziano attore premio Oscar, qui alla sua ultima apparizione cinematografica, in un breve flashback, riprende il ruolo dello zio di Peter, morto durante gli eventi del primo film.
- Elya Baskin è Mr. Ditkovich: Baskin, nato in Unione Sovietica e poi naturalizzato americano, veste i panni del burbero padrone di casa di Peter Parker come nel film precedente.
- Mageina Tovah è Ursula Ditkovich: l’attrice, per la seconda volta interpreta la timida e remissiva figlia di Mr. Ditkovich, segretamente innamorata di Peter.
- John Paxton è il maggiordomo: il padre di Bill Paxton, riprende il ruolo dell’anziano maggiordomo di casa Osborn, già impersonato nei due capitoli precedenti.
- Becky Ann Baker è Mrs. Stacy: l’attrice di teatro e moglie di Dylan Baker, che aveva già recitato per Sam Raimi in Soldi sporchi, appare nella parte della mamma di Gwen.
- Michael Papajohn è Dennis Carradine, il rapinatore: Papajohn, riprende brevemente il ruolo del presunto assassino di Ben Parker, che interpretava nel primo film.
- Stan Lee è l’uomo a Times Square: il co-creatore del fumetto e produttore esecutivo del film, compare come di consuetudine in un breve cameo, impersonando l'anziano signore che parla con Peter davanti al maxischermo. Lee, in seguito ha dichiarato che questa è stata la migliore tra le sue piccole apparizioni nei film Marvel.
- Joe Manganiello è Flash Thompson: Manganiello, appare brevemente nella scena del funerale nel ruolo dell’ex fidanzato di Mary Jane che impersonava nel primo film. In origine, l’attore aveva fatto il provino per la parte di Peter Parker
- Lucy Gordon è Jennifer Dugan: l’attrice ed ex-modella, ha il breve ruolo della reporter britannica.
- Steve Valentine è il fotografo: il prestigiatore e attore scozzese, fa una fulminea apparizione come fotografo.
- Tim Maculan è il regista: Maculan, conosciuto come attore teatrale, appare nei panni del regista dello spettacolo con Mary Jane.
- Marc Vann è il produttore: l’attore, conosciuto dal pubblico televisivo come membro del cast di CSI - Scena del crimine, interpreta il produttore teatrale che licenzia Mary Jane.
- Dean Edwards è il lettore di quotidiani: il noto comico televisivo, appare brevemente tra i lettori dei vari giornali che parlano male di Spider-Man.
- Hal Fishman è l’anchorman: il vero anchorman, qui in una delle sue ultime apparizioni, praticamente interpreta se stesso nel ruolo dell’anziano giornalista TV che segue in diretta la battaglia finale.
- Emma Raimi è la bambina con la macchina fotografica: la figlia del regista, è la bambina antipatica che assiste alla battaglia finale.
- Lorne Raimi è il ragazzino presente alla battaglia finale: il figlio primogenito di Sam Raimi, assiste alla battaglia finale insieme ai suoi veri fratelli.
- Henry Raimi è il bambino presente alla battaglia finale: l’altro figlio maschio di Raimi, assiste e commenta la battaglia finale insieme a suo fratello e a sua sorella.
- Joe Virzi è il detective: l’attore, già comparso brevemente nei primi due film della saga, qui è un detective di polizia.
- Mark Kubr è il buttafuori: Kubr, attore/stuntman in diversi film Marvel, è il buttafuori che si scontra con Peter.
- Jessi Collins è Andrea Rubin, la sostituta di Mary Jane: in una breve apparizione, la Collins, ha il ruolo dell’attrice che rimpiazza Mary Jane nello spettacolo.
- Timothy Patrick Quill è l’operatore della gru: Quill, amico di infanzia del regista che era già apparso brevemente nei capitoli precedenti, si intravede come gruista.

L’attore britannico Adrian Lester, celebre per la serie televisiva Hustle - I signori della truffa, ha interpretato nel film un ruolo cameo che in seguito è stato tagliato al montaggio.

### Riprese
Come per Spider-Man 2, all’inizio della produzione, una troupe ridotta realizzò delle riprese veloci di scene d’azione che sarebbero servite da base per iniziare subito a lavorare agli effetti visivi. Queste brevi sequenze, furono girate dal 5 al 18 novembre 2005, mentre le riprese ufficiali del film cominciarono il 16 gennaio 2006 e si conclusero i primi di luglio dello stesso anno. La produzione girò a Los Angeles fino al 19 maggio 2006 per poi spostarsi a Cleveland, dove in pochi giorni vennero girate le scene dello scontro tra Spider-Man e l'Uomo Sabbia, e dal 26 maggio in avanti, le riprese furono terminate a New York, principalmente a Manhattan. Come nel secondo film, per realizzare al meglio le scene di combattimento, Sam Raimi ricorse alla Spidercam, una particolare cinepresa sospesa in cielo attraverso dei cavi che riprendeva sei frame al secondo, infondendo così maggiore dinamismo. Raimi e il direttore della fotografia Bill Pope, ebbero maggiori difficoltà rispetto alla lavorazione del capitolo precedente, questo perché dovevano spostarsi di continuo da un’unità all’altra per completare le scene difficili, e anche nel realizzare i combattimenti ambientati di notte, dove i personaggi principali (Spider-Man, Venom e l’Uomo Sabbia) erano difficili da illuminare perché vestiti di nero. Dopo l’agosto 2006, sono state effettuate nuove riprese aggiuntive per arricchire il film di altre scene d’azione, e nonostante questa fase si sia conclusa in ottobre, già il mese successivo sono stati girati ulteriori rifacimenti da una troupe di seconda unità. Infine, all’inizio del 2007 sono stati realizzati altri reshot per arricchire la conclusione della storia dell’Uomo Sabbia con ben quattro versioni differenti. Questo continuo protrarsi delle riprese, unito alle successive spese di post-produzione e di lancio pubblicitario, ha lievitato il budget della pellicola da 258 a 350.000.000 di dollari.

### Effetti
Il film, girato interamente in digitale, ha dovuto affrontare una lunga fase di post-produzione a causa dell’elevato numero di effetti speciali, di gran lunga più cospicuo rispetto ai suoi due predecessori. Del quartetto vincitore dell’Oscar per gli effetti visivi di Spider-Man 2, composto da John Dykstra, Anthony LaMolinara, Scott Stokdyk e John Frazier, solo gli ultimi due tornarono per lavorare al nuovo film, concentrandosi in gran parte sulle complicate scene con L’Uomo Sabbia. Nel corso della produzione, vennero creati oltre 900 effetti digitali, inoltre, Stokdyk e Frazier usarono anche dei modellini in miniatura per realizzare una parte dei palazzi presenti nel film.
Uno degli effetti più particolari fu usato nella scena in cui Spider-Man colpisce con un pugno l'Uomo Sabbia, passandolo da parte a parte. Il braccio dell’Uomo Ragno è completamente creato al computer, anche perché nell’inquadratura Tobey Maguire è sostituito dal campione di kickboxing Baxter Humby, famoso per avere un braccio amputato sin dalla nascita. Humby, oltre a fare da controfigura all’attore grazie alle sue straordinarie capacità di movimento, ha supervisionato la coreografia di questa difficile scena.
Nel film, il simbionte è diverso da come appare nei fumetti: come la prima volta che Peter se lo toglie di dosso e lui si trasforma in un costume ma non in un essere liquido; o come quando lo indossa, e non compare il simbolo di Venom sul petto ma resta il vecchio stemma del ragno. Per facilitare le riprese, Sam Raimi decise che nel film il simbionte alieno dovesse apparire in gran parte come un vero e proprio costume, questo perché poteva essere modificato con più facilità in fase di post-produzione attraverso l’uso della computer graphics. Per i movimenti di Venom, il regista e i responsabili degli effetti speciali si ispirarono a quelli dei felini, come gatti, leoni e ghepardi, inoltre, per indossare il costume e le protesi di questo personaggio, all'attore Topher Grace occorrevano in media cinque ore.
Alla fine della lavorazione, la produttrice Laura Ziskin affermò che il budget per gli effetti speciali e visivi di Spider-Man 3 fosse superiore di un 30% rispetto al film precedente.

### Post-produzione e colonna sonora
Gran parte degli effetti visivi furono realizzati durante la lunga fase di post-produzione del film, mentre il montaggio venne curato dal futuro premio Oscar Bob Murawski, che aveva già montato i due capitoli precedenti e altri film di Sam Raimi come L'armata delle tenebre e The Gift. Al posto di Danny Elfman, le musiche questa volta furono composte da Christopher Young, che aveva già collaborato con il regista firmando la colonna sonora di The Gift e lavorando alla fase finale di Spider-Man 2, quando erano nati dei dissidi tra Raimi ed Elfman.

## Promozione
Il 28 giugno 2006, il teaser trailer di Spider-Man 3, è stato presentato nelle sale cinematografiche nordamericane in concomitanza dell’uscita di Superman Returns, mentre il primo vero trailer è stato proiettato il 17 novembre dello stesso anno, al debutto di Casino Royale e Happy Feet. 
La Sony, per pubblicizzare la pellicola, si è avvalsa di numerosi partner promozionali come: Burger King, 7-Eleven, General Mills, Kraft Foods e Comcast, mentre Hasbro, che detiene la licenza per i personaggi Marvel, ha rilasciato diversi giocattoli da collegare al film. Nel maggio 2007, in concomitanza con l’uscita nelle sale della pellicola, è stato distribuito per quasi tutte le piattaforme esistenti il video game Spider-Man 3, sviluppato da aziende come da Treyarch, Beenox e Vicarious Visions, con gran parte del cast originale del film per il doppiaggio della versione in lingua inglese. Il grosso del merchandising creato per questo terzo capitolo, è stato basato sulla promozione del costume nero di Spider-Man, grazie anche alla distribuzione di svariate action figure. A New York, la città natale del personaggio, sono stati organizzati diversi eventi dal vivo poco prima dell’uscita della pellicola, tra cui, una mostra di ragni all'American Museum of Natural Storia, dei seminari sulle piante di ragno al New York Botanical Garden, e il laboratorio sulla creazione delle maschere di Green Goblin al Children's Museum of Manhattan. Questa massiccia fase di lancio promozionale ha fatto in modo che una parte del budget dello stesso film si alzasse a dismisura, facendo diventare Spider-Man 3 il capitolo più costoso e pubblicizzato della trilogia di Sam Raimi dedicata al personaggio. Infine, la stessa Marvel Comics, oltre a ristampare alcune raccolte delle storie a fumetti in cui Peter Parker indossava il simbionte alieno, ha pubblicato una sorta di fumetto prequel del film un mese prima che la pellicola uscisse nelle sale, e successivamente un altro albo intitolato Spider-Man 3: The Black, che espande la nascita di Venom.

## Distribuzione

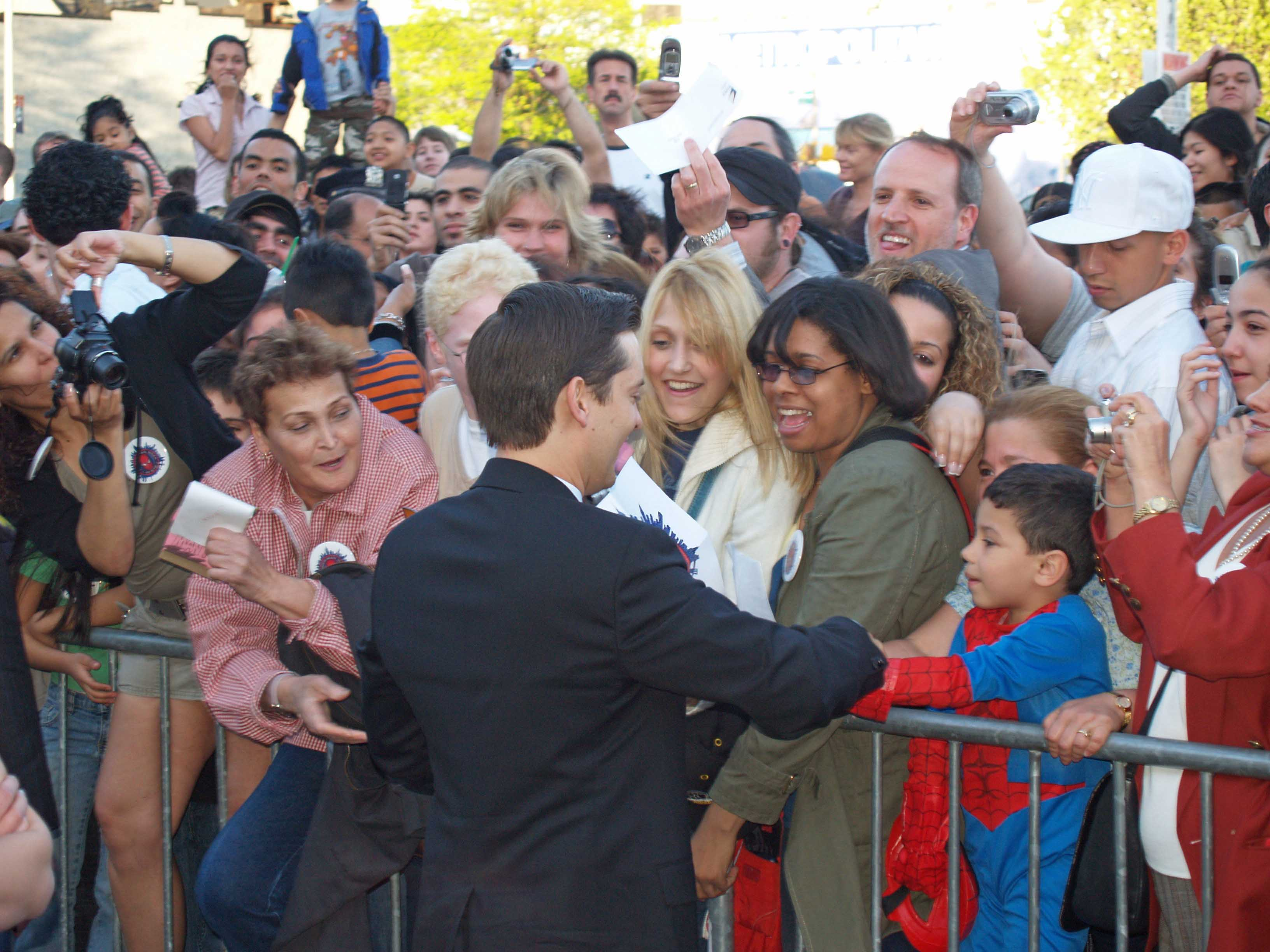
Tobey Maguire mentre firma degli autografi per i fan alla première del film in Queens, New York

### Date di uscita
Spider-Man 3, inizialmente venne presentato a pubblico e stampa sul mercato internazionale. Le anteprime del film ebbero luogo nelle capitali o nelle principali città di svariati paesi esteri tra il 9 e il 29 aprile 2007, iniziando da Douala in Cameroon, per poi finire in territorio francese a Parigi.
L’anteprima più importante e pubblicizzata di questo periodo fu la seconda (ma la prima per gli organi di stampa), tenutasi il 16 aprile 2007 in Giappone a Tokyo, mentre in Italia, il film venne proiettato a Roma il 24 aprile al cinema Warner Moderno di piazza della Repubblica, alla presenza di Sam Raimi e degli attori Tobey Maguire, Kirsten Dunst, James Franco, Topher Grace e Rosemary Harris. In questa proiezione, per salvaguardare la pellicola dalla pirateria, è stato vietato agli spettatori presenti in sala l'uso di telefoni, videocamere e di altri dispositivi utilizzati per le registrazioni video. Addirittura, le persone sono state controllate da un metal detector per verificare che non fossero in possesso di tali dispositivi, e gli stessi controlli sono stati effettuati qualche giorno dopo anche a Milano, durante una proiezione per la stampa. Il 30 aprile 2007, l’attesissima anteprima Statunitense del film si tenne al Tribeca Film Festival, nel quartiere Queens di New York, con il protagonista e molti altri membri del cast presenti all’evento.
La pellicola, come per le proiezioni di presentazione, venne distribuita dalla Sony Pictures prima sul mercato estero e dopo qualche giorno su quello Nordamericano. In Europa, il film uscì nelle sale il 1º maggio 2007 contemporaneamente in Germania, Austria, Francia, Belgio, Paesi Bassi e Italia (dove fu distribuito in circa 900 copie), lo stesso giorno cominciò la sua corsa anche in altri territori come Egitto, Giappone, Cina, e al 6 maggio era già uscito in 107 paesi. Il 4 maggio 2007, Spider-Man 3 uscì negli schermi cinematografici di Stati Uniti e Canada in 4.252 sale, compresi 53 cinema IMAX, ma già alla terza settimana di programmazione, il numero record delle sale che proiettavano il film aumentò a 4.324.

### Edizioni home video
La Sony Pictures Home Entertainment, ha fatto uscire il film in DVD e Blu-ray Disc il 23 ottobre 2007 per il mercato italiano, mentre negli Stati Uniti, è stato distribuito in questi formati a distanza di una settimana, il 30 ottobre.
Nello stesso periodo, sempre sul mercato dell’home video, è stata distribuita l’intera trilogia in alta definizione, contenente oltre 10 ore di contenuti extra dei tre film.

### Spider-Man 3: Editor's Cut (2017)
Il 13 giugno 2017, per festeggiare il decimo anniversario del film, è stata distribuita sul mercato home video, una nuova versione dalla lunghezza di 137 minuti chiamata Spider-Man 3: Editor’s Cut, e fruibile esclusivamente in lingua inglese. Oltre a essere più corta di due minuti, questa versione presenta altre differenze rispetto a quella uscita nelle sale dieci anni prima: sono stati aggiunti alcuni brani musicali del compositore Christopher Young che all’epoca non vennero utilizzati, furono tagliate un paio di scene e ne vennero inserite tre che in origine erano state eliminate, e altre sequenze furono spostate a livello temporale oppure accorciate o estese come durata. Spider-Man 3: Editor's Cut, fu editato anche nel cofanetto Blu-ray in 4K, Spider-Man Legacy Collection, contenente tutti i film del franchise usciti fino a quel momento.

## Accoglienza

### Incassi
Nonostante le recensioni contrastanti da parte della critica, e gli elevatissimi costi (quasi 350.000.000 di dollari) sostenuti dalla Sony Pictures tra il budget di produzione, il lancio pubblicitario, e la distribuzione, tanto da fare diventare Spider-Man 3, il film più costoso della storia del cinema prodotto fino a quel periodo, la pellicola, ha avuto comunque un enorme successo commerciale. A livello mondiale, ha superato al box office i due capitoli precedenti, arrivando a incassare in totale $ 894.983.373(terzo incasso cinematografico del 2007 dietro a Pirati dei Caraibi - Ai confini del mondo e Harry Potter e l'Ordine della Fenice), rispetto agli 825.000.000 di dollari incassati dal primo episodio e ai 789.000.000 portati a casa dal secondo, inoltre, è diventato il film di maggiore incasso distribuito nelle sale dalla Sony/Columbia fino all’uscita di Skyfall nel 2012. Il grosso del guadagno fu realizzato sul mercato internazionale, dove nei 107 paesi esteri in cui venne distribuito, il film di Sam Raimi arrivò a incassare $ 558.453.070, una cifra molto più alta di quelle realizzate dai suoi due predecessori, mentre dal mercato domestico di Stati Uniti e Canada, dove inizialmente venne rilasciato in 4.252 cinema (diventati 4.324 nella terza settimana), e rimanendo in programmazione per 16 settimane, ha incassato in totale $ 336.530.303, un risultato inferiore rispetto ai $ 403.706.375 di Spider-Man e ai $ 373.585.825 di Spider-Man 2, ma è stato comunque il numero 1 nella classifica del box office per i primi due weekend, il primo incasso nordamericano dell'anno, il quindicesimo di sempre, e ha anche stabilito nuovi record per quanto riguarda il primo giorno di programmazione ($ 59.841.919), il weekend di apertura ($ 151.116.516), gli incassi derivanti dalle sale IMAX (circa $ 20.000.000 nei primi 30 giorni) e dagli spettacoli di mezzanotte (circa $ 10.000.000). In Italia, distribuito nelle sale in circa 900 copie, ha incassato 18.052.986 Euro, diventando il quarto incasso della stagione cinematografica 2006-2007, dietro a Natale a New York, Pirati dei Caraibi - La maledizione del forziere fantasma e Manuale d'amore 2 - Capitoli successivi. 
Nonostante la Sony abbia investito dal 15 al 25% del budget sul marketing per il successivo lancio del film nel mercato dell’home video, i guadagni sono stati di gran lunga più deludenti rispetto agli incassi cinematografici, principalmente a causa della pirateria, e soprattutto negli Stati Uniti, dove tra il 2007 e il 2012, il film ha guadagno 126.000.000 di dollari con i DVD destinati alla vendita, mentre nelle prime undici settimane di distribuzione in questo formato, quasi 44.000.000 da quelli per il noleggio. Invece, gli introiti derivanti dalle vendite ai network di tutto il mondo per i passaggi televisivi furono enormi, a cominciare da quelli Statunitensi, dove il canale FX firmò un accordo quinquennale per i diritti di Spider-Man 3, cominciando a trasmettere il film dal 2009. Nel caso di questa rete, il prezzo stabilito per i passaggi TV era basato sulla performance del film al botteghino, quindi altissimo, con un'opzione per la Sony di altre tre opportunità di cedere i diritti nello stesso periodo anche a un'altra o più emittenti televisive.

### Critica
Nonostante il grande successo commerciale, il film non piacque alla critica come i due capitoli precedenti, e di rilevante, ottenne solo una nomination ai Bafta per gli effetti speciali. Molti fan si lamentarono per il ruolo minore di Venom nel film, e soprattutto per la decisione di modificare un personaggio così importante come Gwen Stacy. Per il primo si decise di ideare uno spin-off, in modo da accontentare gli ammiratori rimasti delusi, ma la pellicola venne realizzata soltanto una decina di anni dopo, mentre Gwen, venne successivamente inserita nel reboot della trilogia (The Amazing Spider-Man) come fidanzata del protagonista.
Su Rotten Tomatoes, Spider-Man 3 ha avuto un punteggio di approvazione del 63%, basato su 262 recensioni, con una valutazione media di 6,2/10. L’esile consenso ottenuto sul sito web si sintetizza con il commento: "Sebbene ci siano più personaggi e trame, e le sequenze d'azione ancora abbagliano, Spider-Man 3 non è comunque così raffinato come i primi due". Metacritic, che invece utilizza una media ponderata, ha assegnato al film un punteggio di 59 su 100 basato sulle opinioni di 40 critici, indicando "recensioni miste o medie", mentre su Yahoo! Movies, il film ha ottenuto un B- dalla media di 14 recensioni. In conclusione, rispetto ai precedenti episodi, la pellicola venne stroncata da buona parte della critica e aspramente contestata dai fan per le varie infedeltà al fumetto, per la predominanza di comicità eccessiva, e per il tono troppo ingenuo, inoltre, molti critici si lamentarono della presenza di troppi antagonisti, i quali avrebbero confuso e storpiato gran parte della trama, rendendola troppo complicata e pasticciata.
Roger Ebert del Chicago Sun-Times, entusiasta del capitolo precedente, ha dato a questo sequel 2 stelle su 4 evidenziando che l’interpretazione di Thomas Haden Church come cattivo fosse inferiore a quella di Alfred Molina in Spider-Man 2, e che il film fosse in definitiva "un disastro", con troppi cattivi, sottotrame, incomprensioni romantiche, conversazioni inutili, e "troppa folla di strada che guardava in aria verso l’alto gridando 'oooh!' in un modo, per poi girarsi e gridare 'aaah!' in un altro modo". Manohla Dargis del New York Times ha deplorato il ritmo del film accusandolo anche di mancanza di umorismo. Anthony Lane del New Yorker, che tre anni prima aveva scritto una recensione molto favorevole per Spider-Man 2, ha dato al nuovo film un commento negativo, descrivendolo come "un macello che crea le regole mano a mano che va avanti".
All'epoca dell'uscita di Spider-Man 3, il personaggio dell'Uomo Sabbia si posizionò comunque all'8º posto nella classifica dei "migliori personaggi cinematografici generati al computer" stilata da Entertainment Weekly, e Screen Rant, lo ha citato come il miglior cattivo della trilogia insieme al Dottor Octopus del capitolo precedente.
Rispondendo alle critiche sul film, Sam Raimi affermò: ho fatto scelte che ritenevo coerenti con lo spirito del personaggio; sacrificando dettagli del fumetto e incassando critiche. Non me la cavo semplicemente dicendo che non le meritavo ma come regista, non posso tener fede a ogni particolare, il processo di trasposizione deve pur avere luogo anche se capisco i malumori. Io non ho il diritto di cambiare il fumetto, ma allo stesso tempo ce l'ho in quanto regista, ogni volta che qualcuno realizza un film a partire da un fumetto, è necessario 'uccidere' il fumetto stesso. Nel tempo, il produttore Avi Arad si prenderà la responsabilità per le scelte di sceneggiatura imposte a Raimi, e il regista tornerà a dirigere un film Marvel solo una quindicina di anni dopo con Doctor Strange nel Multiverso della Follia.

## Riconoscimenti
- 2008 - Premio BAFTA
  - Nomination Migliori effetti speciali a Scott Stokdyk, Peter Nofz, Spencer Cook e John Frazier
- 2008 - Saturn Award
  - Nomination Miglior film fantasy
  - Nomination Miglior regia a Sam Raimi
  - Nomination Miglior attore non protagonista a James Franco
  - Nomination Migliori effetti speciali a Scott Stokdyk, Peter Nofz, Spencer Cook e John Frazier
- 2007 - Teen Choice Awards
  - Nomination Miglior film d'azione o d'avventura
  - Nomination Miglior attore in un film d'azione o d'avventura o thriller a Tobey Maguire
  - Nomination Miglior attrice in un film d'azione a Kirsten Dunst
  - Nomination Miglior cattivo a Topher Grace
  - Nomination Miglior bacio in un film a Kirsten Dunst e Tobey Maguire
  - Nomination Miglior scena di ballo in un film a Tobey Maguire
  - Nomination Miglior combattimento in un film a Tobey Maguire, James Franco, Topher Grace e Thomas Haden Church
- 2008 - MTV Movie & TV Awards
  - Nomination Miglior cattivo a Topher Grace
  - Nomination Miglior combattimento a Tobey Maguire e James Franco
- 2008 - International Film Music Critics Award
  - Nomination Miglior colonna sonora in un film d'azione o avventura a Christopher Young
- 2008 - Italian Online Movie Awards
  - Nomination Migliori effetti speciali

- 2007 - National Movie Awards
  - Nomination Miglior film categoria famiglia
  - Nomination Miglior attore a Tobey Maguire
  - Nomination Miglior attrice a Kirsten Dunst
- 2007 - EDA Special Mention Award
  - Nomination Sequel che non avrebbe dovuto essere fatto
- 2008 - People's Choice Award
  - Nomination Miglior secondo sequel
  - Nomination Accoppiata preferita cinematografica a Kirsten Dunst e Tobey Maguire
- 2008 - Nickelodeon Kids' Choice Awards
  - Nomination Miglior attrice cinematografica a Kirsten Dunst
- 2007 - NRJ Ciné Awards
  - Miglior film d'azione
- 2007 - Premio Visual Effects Society
  - Nomination Migliori effetti visivi a un film basato sugli effetti  a Scott Stokdyk, Terry Clotiaux, Spencer Cook e Peter Nofz
  - Nomination Miglior effetto visivo singolo dell'anno a Scott Stokdyk, Terry Clotiaux, Spencer Cook e Douglas Bloom
  - Nomination Miglior performance di un personaggio animato in un film live action a Chris Y. Yang, Bernd Angerer, Dominick Cecere e Remington Scott
  - Nomination Migliori modellini e miniature in un film a Ian Hunter, Scott Beverly, Forest P. Fischer e Raymond D. Moore
- 2008 - Annie Awards
  - Nomination Migliori effetti speciali d’animazione a Ryan Laney

- 2007 - Scream Award
  - Miglior supereroe a Tobey Maguire
  - Nomination Miglior regia a Sam Raimi
  - Nomination Urlo finale
  - Nomination Miglior film fantasy
  - Nomination Miglior sequel
  - Nomination Miglior trasposizione da fumetto a film
  - Nomination Migliori effetti speciali
  - Nomination Miglior cattivo a Thomas Haden Church
  - Nomination Miglior cattivo a Topher Grace
  - Nomination Miglior “Fantasy Fox” a Kirsten Dunst
  - Nomination Scena dell’anno “Jump-From-Your-Seat”

## Sequel cancellato e opere derivate
Visto il grande successo economico di questo terzo capitolo della trilogia, già nel 2007 entrò in pre-produzione Spider-Man 4. Il regista Sam Raimi cominciò subito a lavorare al film, gli attori Tobey Maguire e Kirsten Dunst confermarono che sarebbero tornati nei rispettivi ruoli, mentre Alvin Sargent, lo sceneggiatore dei due capitoli precedenti, aveva già ideato un abbozzo di script durante la scrittura di Spider-Man 3. La trama del nuovo sequel avrebbe raccontato di una separazione in corso tra Peter Parker e Mary Jane, se non addirittura già avvenuta, e avrebbe visto il giovane supereroe scontrarsi con due villain d’eccezione: l’Avvoltoio e Felicia Hardy, anche se quest’ultima non sarebbe diventata la Gatta Nera come nel fumetto, ma una nuova super cattiva inventata appositamente per il film: The Vulturess. La produzione era già in trattativa con John Malkovich per interpretare l’Avvoltoio e stava ingaggiando Anne Hathaway per la parte della Hardy, inoltre, Raimi voleva inserire altri super cattivi che si sarebbero scontrati con Spider-Man nella prima parte del film, tra cui Mysterio, che probabilmente sarebbe stato interpretato da Bruce Campbell, attore feticcio del regista conosciuto dal pubblico per la saga horror de La casa, e già apparso in ruoli cameo nei primi tre film sul supereroe, ogni volta vestendo i panni di personaggi differenti. Sam Raimi, prese seriamente in considerazione un’idea che in fase di scrittura aveva già accarezzato per il film precedente, che il Dottor Connors, interpretato da Dylan Baker nel secondo e nel terzo capitolo, tornasse anche in questo sequel per diventare Lizard, uno dei villain più amati dai fan del fumetto, in modo tale che questo personaggio si alleasse con l’Avvoltoio e The Vulturess per dare filo da torcere al suo ex allievo. Inizialmente, visto l’abbandono di Alvin Sargent durante la lavorazione di Spider-Man 3, la Sony Pictures contattò David Koepp, che aveva già sceneggiato il primo film della saga, per prendere in mano lo script abbozzato da Sargent e lavorarci con il regista, ma nel luglio 2007 fallirono i negoziati tra lo sceneggiatore e la casa di produzione, così venne assunto al suo posto James Vanderbilt. In seguito, si decise di affidare la sceneggiatura al commediografo vincitore del premio Pulitzer, David Lindsay-Abaire, per poi farla riscrivere da Gary Ross nel 2009, mentre Vanderbilt avrebbe dovuto ideare i soggetti di eventuali sequel, perché contemporaneamente al quarto episodio, il produttore Avi Arad pensava già a Spider-Man 5 e a Spider-Man 6, e ancora più concretamente iniziò a ideare uno spin-off dedicato a Venom in cui sarebbe dovuto tornare Topher Grace per interpretarlo, ma questo film andò incontro a una lunga serie di problematiche produttive e venne realizzato solo una decina di anni dopo con Venom, pellicola del 2018 con Tom Hardy come protagonista e senza alcun legame con i film di Raimi.
Nel frattempo, nacquero dei disaccordi di natura contrattuale e artistica tra Sam Raimi e lo studio, soprattutto perché la Sony Pictures spingeva sulla data di uscita fissata per il 6 maggio 2011, mentre il regista era contrario, sostenendo che sarebbe servito molto più tempo per fare un film così complicato. Nel gennaio del 2010, Raimi si ritirò dal progetto e la Sony annunciò che la produzione di Spider-Man 4 era stata cancellata nonostante due anni e mezzo di scrittura e preparazione, così anche Tobey Maguire e la Dunst abbondonarono l’idea di tornare.
I produttori spiegarono che la serie sarebbe andata avanti comunque anche senza la presenza di Maguire, e annunciarono la produzione di un reboot della saga girato in 3D dal titolo The Amazing Spider-Man, trovando in Andrew Garfield il nuovo volto per interpretare il supereroe e affidando la regia del film a Marc Webb.
The Amazing Spider-Man, uscì nel 2012 e grazie ai forti incassi due anni dopo venne prodotto un sequel ancora diretto da Webb (The Amazing Spider-Man 2 - Il potere di Electro). Nel tempo, con il consolidamento e l’espansione del Marvel Cinematic Universe (MCU), e con il risultato economico di gran lunga meno riuscito del secondo film di Webb rispetto al primo, il franchise ebbe un’ulteriore ripartenza, e i piani per il futuro di Garfield in The Amazing Spider-Man 3 e The Amazing Spider-Man 4 vennero abbandonati. Come nuovo Spider-Man fu scritturato il giovanissimo Tom Holland, che nei panni del personaggio fece brevemente la sua prima apparizione nel 2016 insieme ad altri supereroi Marvel, in Captain America: Civil War. L'anno successivo Holland interpretò nuovamente il supereroe, questa volta come protagonista nel nuovo film a lui dedicato, Spider-Man: Homecoming, diretto da Jon Watts. Il nuovo reboot ebbe un successo straordinario e diede vita ad altri due sequel ancora firmati da Watts, Spider-Man: Far from Home (2019) e Spider-Man: No Way Home (2021). Il terzo episodio si rivelò in termini assoluti il più grande incasso al box office dell'intero franchise, inoltre, come era già successo al suo debutto, Holland apparve nei panni di Parker anche in altre saghe di supereroi Marvel, come il terzo e quarto film degli Avengers, e nella pellicola del 2018 dedicata a Venom. Dopo il successo di Spider-Man: No Way Home, i produttori Marvel Kevin Feige e Amy Pascal annunciarono la produzione di altri tre film dedicati allo Spider-Man di Holland; inoltre, grazie al continuo successo delle pellicole live action, nel dicembre 2018 la Sony distribuì nelle sale cinematografiche un film d’animazione sul personaggio intitolato Spider-Man - Un nuovo universo, con una trama completamente smarcata dalla saga ufficiale che vede il giovane Miles Morales sostituire Peter Parker come protagonista. Il film, ambientato in universi paralleli dove il supereroe, oltre a Morales e a Parker, è dotato di diverse identità, fu un enorme successo e inaspettatamente un trionfo per la critica, tanto da vincere un Oscar come miglior film d’animazione e mettere in cantiere due sequel, Spider-Man: Across the Spider-Verse e Spider-Man: Beyond the Spider-Verse, rispettivamente annunciati per il 2 giugno 2023 e il 4 giugno 2027.
Il 4 maggio 2007, è stato immesso sul mercato il videogioco tratto dal film con il titolo omonimo Spider-Man 3. Sviluppato da Treyarch, Beenox e Vicarious Visions, distribuito sulle piattaforme Microsoft Windows, PlayStation 3, Wii, Xbox 360, PlayStation 2, Nintendo DS, Game Boy Advance, e dall’ottobre dello stesso anno su PlayStation Portable, è stato rilasciato in due differenti versioni, la seconda, disponibile solo per PlayStation 3 e rititolata Spider-Man 3: Collector's Edition, include qualche piccola variazione e diversi contenuti speciali. Il gioco, di fatto un adattamento videoludico del film di Sam Raimi, è anche il sequel del video game Spider-Man 2 (2004), e racconta di come Peter Parker sia costretto a combattere contro Venom, l’Uomo Sabbia e il suo ex migliore amico Harry Osborn ora diventato il nuovo Goblin, anche se la trama è costellata di elementi e personaggi tratti dal fumetto o inventati appositamente per l’occasione che non compaiono nella pellicola come Rhino e la banda dei Dinamitardi. Il video game, si avvale di un cast straordinario per il doppiaggio della versione in lingua originale: Bruce Campbell, che nel film interpreta il simpatico maître del ristorante qui è la voce narrante nei tutorial dei vari livelli, mentre Tobey Maguire, James Franco, Topher Grace, Thomas Haden Church e J.K. Simmons riprendono i rispettivi ruoli interpretati nella pellicola, e Gabrielle Carteris, che non ha recitato nel film, presta la sua voce a un personaggio femminile secondario.
Nel 2021, Tobey Maguire e Thomas Haden Church tornarono a interpretare i rispettivi personaggi nel film del MCU Spider-Man: No Way Home, diretto da Jon Watts. Qui vengono citati numerosi eventi della trilogia di Sam Raimi e viene rivelato che, in seguito alla morte di Harry, Peter e Mary Jane si sono riappacificati e hanno ripreso con successo la loro relazione. L’anno successivo, con Doctor Strange nel Multiverso della Follia, Sam Raimi tornerà dopo tanto tempo a firmare la regia di un film Marvel incentrato su un personaggio collegato alla saga dell’Uomo Ragno.